# Saales
Saales (tiếng Đức: Saal) là một xã thuộc tỉnh Bas-Rhin trong vùng Grand Est đông bắc Pháp.